# Sabana de acacias del Sahel
La sabana de acacias del Sahel es una ecorregión de la ecozona afrotropical, definida por la World Wide Fund for Nature, que se extiende por el norte de África en una franja continua desde el océano Atlántico hasta el mar Rojo, a través de Mauritania, Senegal, Malí, Burkina Faso, Níger, Nigeria, Camerún, Chad, la República Centroafricana, Sudán, Eritrea y Etiopía. Coincide aproximadamente con la región geográfica llamada Sahel, con exclusión de los principales humedales y zonas montañosas, y está situada entre el Sahara, al norte, y la sabana sudanesa, al sur.

## Descripción
Es una ecorregión de sabana que ocupa una superficie de 3.053.200 kilómetros cuadrados en el norte de Senegal, sur de Mauritania, centro de Malí, norte de Burkina Faso, centro de Níger, nordeste de Nigeria, norte de Camerún, centro de Chad y de Sudán, oeste de Eritrea y noroeste de Etiopía.
Limita al norte con la estepa y sabana arbolada del Sahara meridional y con varios enclaves del monte xerófilo del Sahara occidental, al noroeste con el desierto costero atlántico y la estepa del Sahara septentrional, al noreste con el desierto costero del mar Rojo, al suroeste con la sabana sudanesa occidental, al sur con el mosaico del macizo de Mandara, al sureste con la sabana sudanesa oriental y la pradera inundada del Sahara, y al este con la selva montana de Etiopía, la sabana arbustiva de Somalia y la pradera y matorral xerófilos de Etiopía. Además, contiene en su interior el monte xerófilo del Sahara oriental, el área principal de la sabana inundada del lago Chad y gran parte de la sabana inundada del delta interior del Níger-Bani.
Se trata de una llanura con una altitud entre 200 y 400 metros. El clima es tropical, cálido y con grandes variaciones estacionales. Las temperaturas oscilan entre 18º y 36 °C. Las precipitaciones anuales varían entre los 600 mm en el sur y los 200 mm del norte. La estación lluviosa va de mayo a septiembre; en la estación seca los árboles pierden las hojas y la hierba se seca.
Durante el invierno, el viento cálido y seco del norte, llamado harmatán, arrastra arena del Sahara.

## Flora
La vegetación dominante es la sabana arbolada. La especie arbórea más común es la acacia Acacia tortilis.

## Fauna
La fauna de la ecorregión es pobre; los grandes mamíferos han sido diezmados por la caza indiscriminada.

## Endemismos
Se conocen varias especies endémicas de roedores: los gerbillos Gerbillus bottai, Gerbillus muriculus, Gerbillus nancillus, Gerbillus stigmonyx, Taterillus petteri y Taterillus pygargus, el ratón listado Lemniscomys hoogstraali y el murciélago Eptesicus floweri.
Dos aves son endémicas: la alondra rufa (Mirafra rufa) y el baloncito del Sudán (Anthoscopus punctifrons). 
También hay diez especies endémicas de reptiles.
El número de endemismos vegetales es mayor que el de animales.

## Estado de conservación
Vulnerable. La ganadería extensiva, agricultura de secano, la tala para leña, la caza y los incendios son las principales amenazas.

## Protección
Sólo el 5% de la ecorregión se encuentra protegido:
- Parque nacional de la Cuenca del Chad en Nigeria
- Reservas naturales del Air y el Teneré en Níger
- Parque nacional de Diawling en Mauritania
- Parque nacional de las Aves del Djoudj en Senegal, declarado Patrimonio de la Humanidad por la Unesco
- Reserva Parcial de Fauna del Sahel en Burkina Faso
- Parque nacional de Waza en Camerún
- Parque nacional de Kalamaloue en Camerún